# Universitetsmuseet i Lund

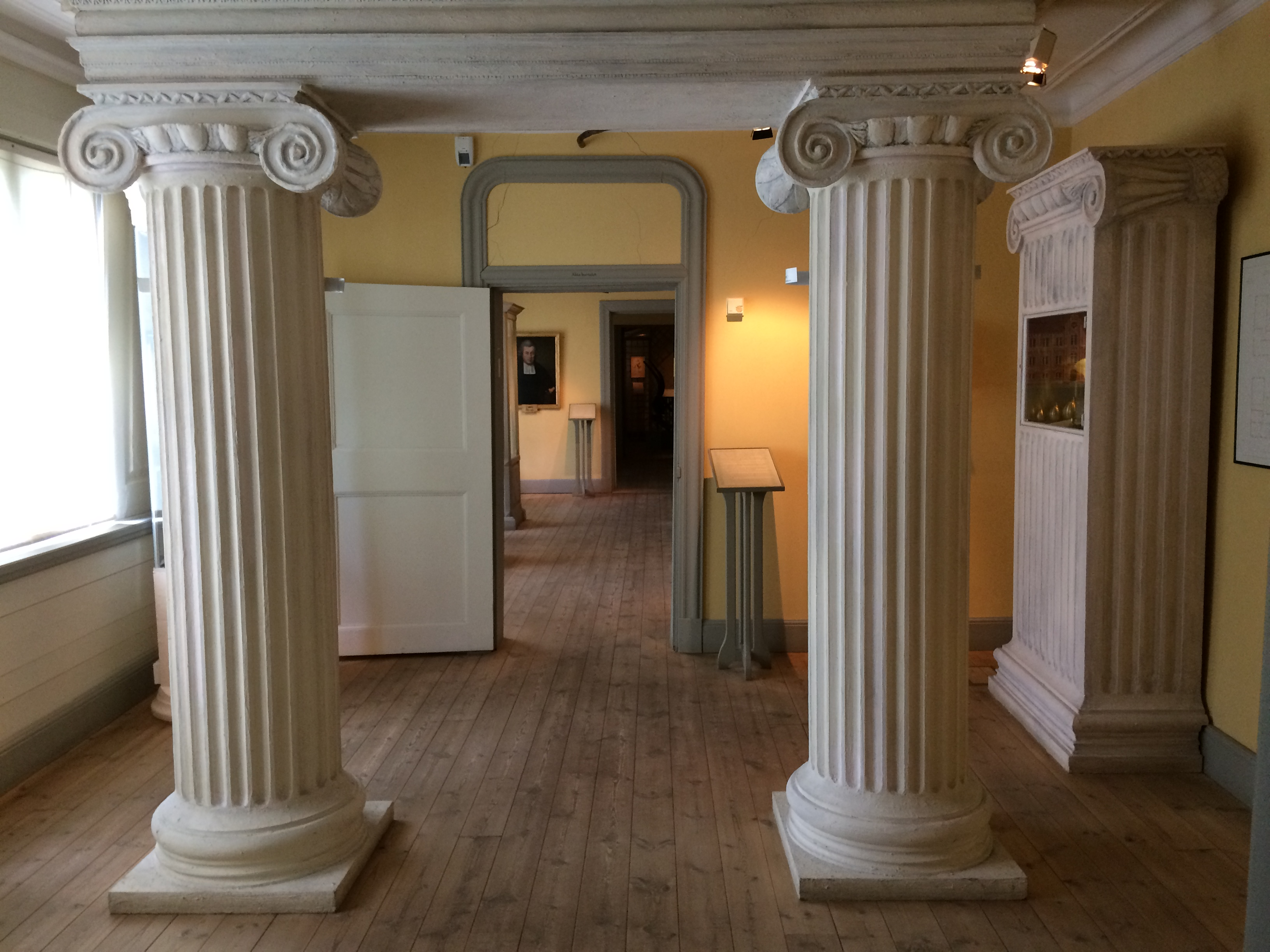
Interiör.

Universitetsmuseet i Lund var ett lokalhistoriskt museum i Lund.
Universitetsmuseet i Lund låg i Lindforska huset vid Adelgatan, på Kulturens område, och drevs av Lunds universitetshistoriska sällskap. Museet  skildrade Lunds universitets utveckling från grundandet 1666 (invigt 1668) till nutid. Museet stängdes i mars 2018. 